# کتوکسال
کتوکسال (انگلیسی: Kethoxal) یا (۳-اتوکسی-۱٬۱-دی‌هیدروکسیل-۲-بوتانون) یک ترکیب آلی با خواص ضدویروسی و ضد آناپلاسموز است. این ماده می‌تواند یک فزون‌ورده(اداکت) با  گوانین تشکیل دهد و به همین جهت در تعیین ساختار نوکلئیک اسیدها مفید می‌باشد.